# Boulgou-Peulh
Pour les articles homonymes, voir Boulgou.
Ne doit pas être confondu avec Boulgou (Matiacoali).
Boulgou-Peulh est une commune rurale située dans le département de Matiacoali de la province du Gourma dans la région de l'Est au Burkina Faso.

## Géographie
Boulgou-Peulh est située à 29 km au Nord-Ouest de Matiacoali et de la route nationale 4. Boulgou se trouve à un kilomètre à l'Ouest, de l'autre côté du cours d'eau saisonnier qui sépare les deux communes.

## Santé et éducation
Le centre de soins le plus proche de Boulgou-Peulh est le centre de santé et de promotion sociale (CSPS) de Boulgou.